# المستشارية الاتحادية الألمانية
المستشارية الاتحادية (بالألمانية: Bundeskanzleramt) تُختصر BKAmt، هي هيئة اتحادية عليا تخدم المكتب التنفيذي للمستشار الألماني رئيس الحكومة الاتحادية وتدعمه في مهامه. الوظيفة الأساسية للمستشارية مساعدة المستشار في تنسيق أنشطة الحكومة الاتحادية. مقرها الأول في العاصمة برلين ومقرها الثاني في مدينة بون. رئيس المستشارية (Chef des Bundeskanzleramtes) يحمل رتبة إما وزير دولة (Staatssekretär) أو وزير اتحادي (Bundesminister)، يشغل المنصب حاليا هيلجه براون.

## لمحة تاريخية

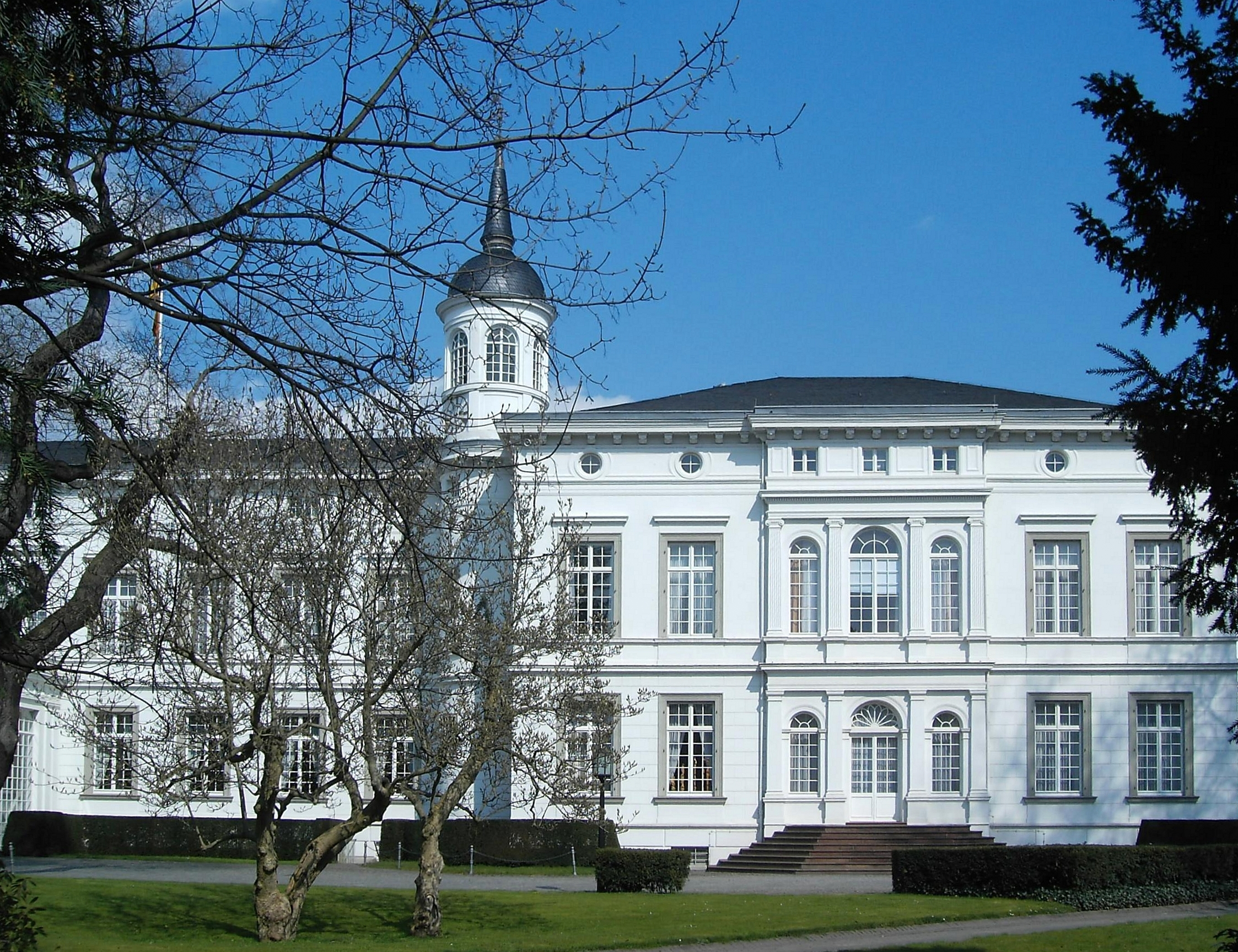
قصر شاومبورغ، مبنى المستشارية في بون

عندما أُنشأ الاتحاد الألماني الشمالي كدولة اتحادية منظمة، في عام 1867، أشار الدستور فقط إلى المستشار باعتباره الجهاز التنفيذي المسؤول. لم يكن هناك حكومة مؤلفة من وزراء. قام المستشار الاتحادي أوتو فون بسمارك في البداية بتأسيس مستشارية (Bundeskanzleramt) فقط كمكتب له. كان هذا المكتب هة «الوزارة» الوحيدة في البلاد حتى أوائل عام 1870 عندما أصبح مكتب الخارجية البروسي مكتبًا للخارجية للاتحاد الألماني الشمالي. مه هذا التغيير انتقلت بعض الصلاحيات والمهام من المستشارية الاتحادية إلى مكتب الخارجية.
عندما تحول الاتحاد الألماني الشمالي ليصبح الإمبراطورية الألمانية في عام 1871، تم تغيير اسم المستشارية الاتحادية ليصبح مستشارية الرايخ (Reichskanzleramt). كان مقرها في الأصل في قصر Radziwiłł (المعروف أيضاً باسم Reichskanzlerpalais)، الذي بني في الأصل من قبل الأمير Antoni Radziwiłł في Wilhelmstraße 77 في برلين. مع مرورو الوقت تم فصل المزيد والمزيد من المكاتب الإمبراطورية عن مستشارية الرايخ، على سبيل المثال مكتب العدل (reichsjustizamt) في عام 1877. ما تبقى من مستشارية الرايخ أصبح في عام 1879 مكتب/ وزارة الداخلية (Reichsamt).
في 1878 أنشأ المستشار الإمبراطوري بسمارك مكتبًا جديدًا لشئون المستشار، وهو Reichskanzlei. في عامي 1938-1939 تم بناء مبنى المستشارية الامبراطورية الجديدة (Neue Reichskanzlei)، الذي صممه ألبرت شبير. تضرر البناء خلال الحرب العالمية الثانية، ثم تم هدمه من قبل قوات الاحتلال السوفيتي.

## المهام والهيكل التنظيمي
مهمة المستشارية الاتحادية هو تجميع وإتاحة المعلومات المطلوبة لعمل المستشار. يحدث هذا قبل كل شيء من خلال الاتصال الوثيق مع الوزارات الاتحادية.التي تتوفر بدورها على معلومات الإدارات المختلفة. وبما أن المستشارية الاتحادية تقوم بتنسيق الوزارات الاتحادية، فإن الهيكل الداخلي للمستشارية الاتحادية يتوافق مع الوزارات المعنية - حيث يُستخدم هنا مصطلح «مرآة الإدارات». هذه التقسيمات الإدارية أٌنشأت من قبل هانس غلوبك لتواكب عمل الوزارات من ناحية ولتمكين المستشار من مواصلة عمله بكفاءة. على سبيل المثال، تتوافق وزارة الخارجية ووزارة الدفاع مع القسم 2.
وعلاوة على ذلك، فإن المستشارية تؤدي المهام الإدارية للحكومة الاتحادية. في الوقت الحاضر توظف المستشارية لديها حوالي 600 موظف (570 موظفا في عام 2016)، بميزانية سنوية حوالي 2.9 مليار يورو (2.41 مليار يورو في عام 2016).

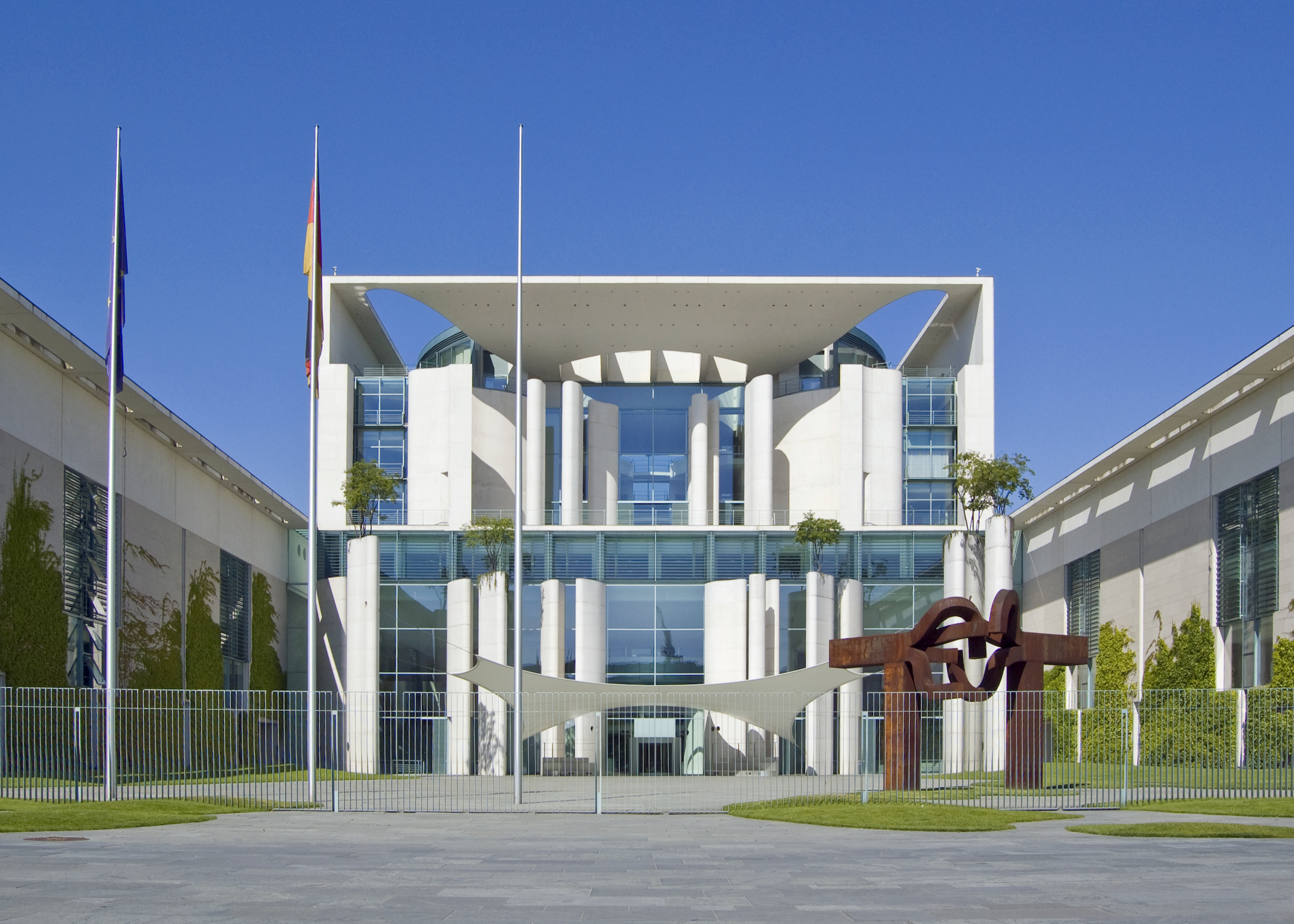
مبنى المستشارية في برلين

مثل جميع الهيئات في ألمانيا، تنقسم المستشارية إلى إدارة ومنطقة عمل. يتم تنفيذ العمل الإداري من قبل سبعة أقسام:
- القسم 1: الإدارة المركزية؛ السياسة الداخلية والقانونية
- القسم 2: السياسة الخارجية والأمنية والإنمائية
- القسم 3: السياسة الاجتماعية والصحة وسوق العمل والبنية التحتية والمجتمع
- القسم 4: السياسة الاقتصادية والمالية والطاقة
- القسم 5: السياسة الأوروبية
- القسم 6: التخطيط السياسي وسياسة الابتكار والسياسة الرقمية، التحكم الاستراتيجي في تقنية المعلومات
- القسم 7: دائرة المخابرات الاتحادية؛ تنسيق خدمات الاستخبارات الاتحادية

وتنقسم كذلك إلى مجموعات (باستثناء القسم 5)، والتي تنقسم بدورها إلى وحدات.
ترتبط المستشارية الاتحادية أيضًا بمؤسسة العلوم والسياسة.

## المقرات
المستشارية الاتحادية (Bundeskanzleramt) هو أيضًا اسم المبنى في برلين الذي يضم المكاتب الشخصية لـلمستشار وموظفي المستشارية. قصر شاومبورغ في بون هو المقر الرسمي الثانوي للمستشار الألماني.

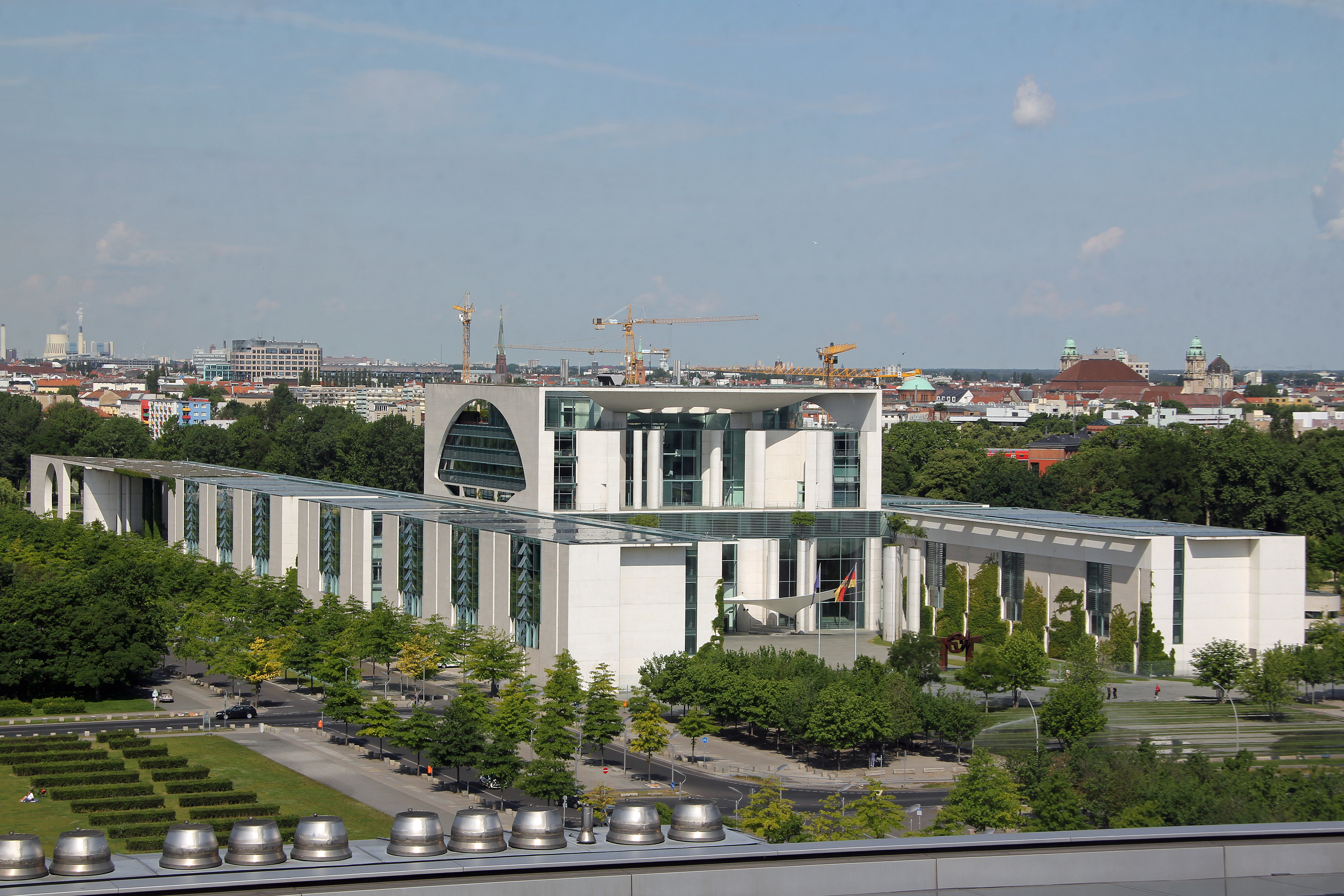
المستشارية في برلين، منظر إطلالة من مبنى الرايخستاغ

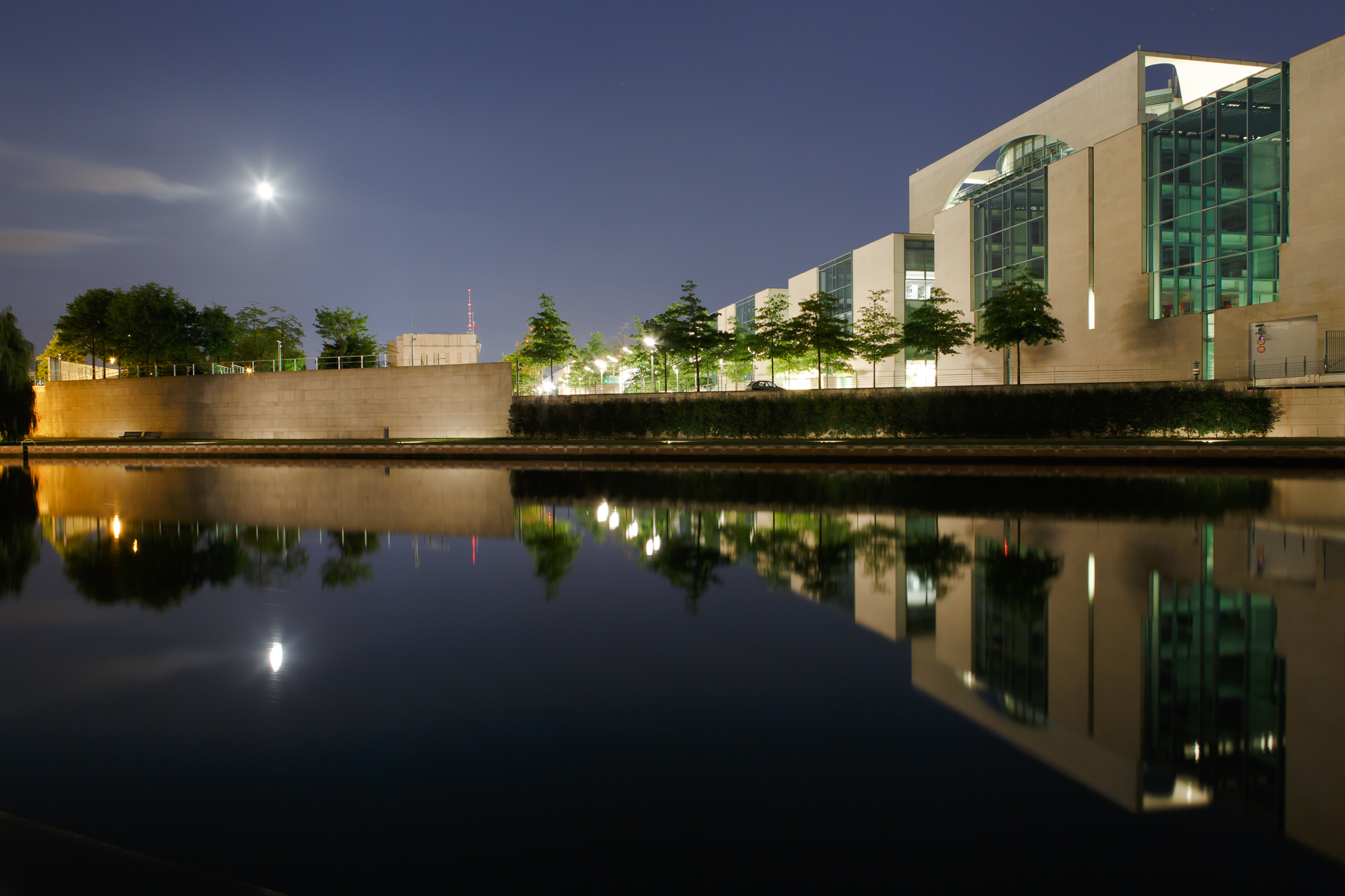
إطلالة ليلية للمستشارية

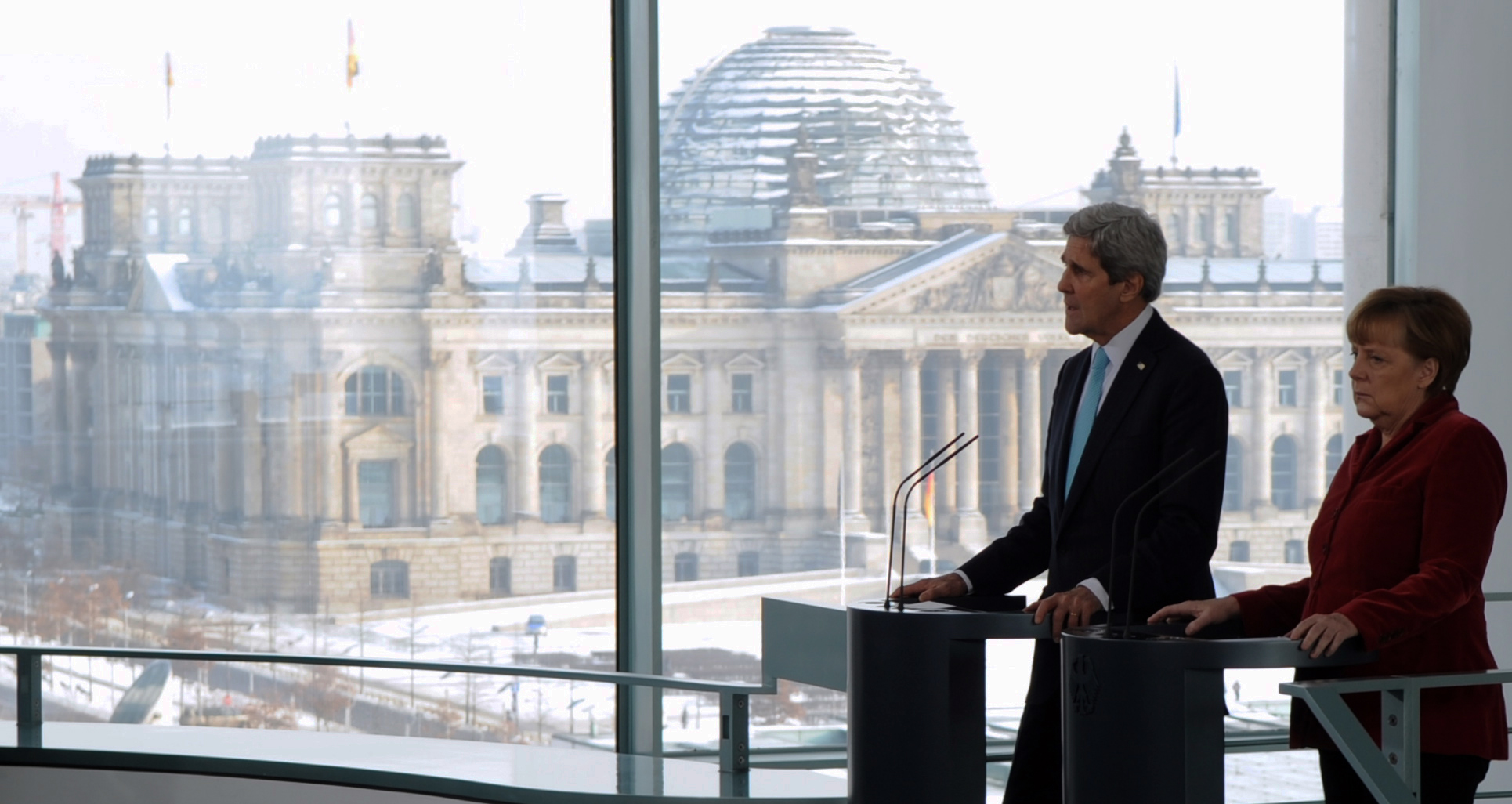
مؤتمر صحفي مع المستشارة الألمانية أنغيلا ميركل وإطلالة على مبنى الرايخستاغ

تم افتتاح مبنى المستشارية الحالي في ربيع عام 2001، صممه شارلوته فرانك وأكسيل شولتيس، وقد تم بناؤه من قبل شركة Wayss & Freytagالتابعة لشركة Royal BAM Group وشركة أكسيونا، وتبلغ مساحتها 12,000 متر مربع (129,166 قدمًا مربعة) وهو أيضًا أكبر مبنى لمقر حكومي في العالم. وبالمقارنة، فإن مبنى المستشارية الجديد يساوي عشرة أضعاف حجم البيت الأبيض. [4] [5]
بسبب الهندسة المعمارية المميزة والمثيرة للجدل، يشير الصحفيون والمرشدون السياحيون وبعض السكان المحليين إلى المبانى باسم Kohllosseum (كمزيج من الكولوسيوم والمستشار السابق Helmut Kohl الذي تم بناؤه في فترة ولايته)، Bundeswaschmaschine (الغسالة الاتحادية، بسبب النوافذ المدورة وشكلها المكعب).
الدخول لعامة الناس ممكن فقط في أيام معينة خلال السنة. منذ عام 1999 رحبت الحكومة الألمانية بعامة الجمهور لعطلة نهاية أسبوع واحدة كل عام لزيارة مبانيها - عادةً في آب /أغسطس.

## رئاسة المستشارية
يحضر رئيس المستشارية الاتحادية (Chef des Bundeskanzleramts، ChefBK) اجتماعات مجلس الوزراء. كما يمكن أن يكون عضو في مجلس الوزراء في حال تولى إلى جانب منصبه منصب وزير الشؤون الخاصة. غالبا ما يسمى "Kanzleramtsminister" (وزير المستشارية).
وعادة ما يكون رئيس المستشارية مستشارًا مقرباً للمستشار، كونه الاتصال الأساسي مع وزراء الحكومة. كثير من رؤساء المستشارية أصبحوا وزراء في الحكومة (مع محافظ أخرى)، عدة منهم أصبحوا وزراء للداخلية.

## مباني المستشارية عبر التاريخ في صور
- في 1869 ضمت الحكومة البروسية قصر (Radziwiłł Palace) سابقاً كان يُدعى (Palais Schulenburg)، الذي تم تجديده في عام 1875 ليكون المبنى الرسمي للمستشارية. تم افتتاحه مع اجتماعات مؤتمر برلين في يوليو 1878، أعقبه مؤتمر الكونغو في عام 1884.
- في أيام جمهورية فايمار تم توسيع المستشارية بشكل ملحوظ عن طريق بناء ملحق جنوبي حديث انتهى في عام 1930. (إطلالة على التوسيع من ساحة فيلهلم بلاتز 1930).
- في أواخر يناير 1938 عين أدولف هتلر المهندس المعماري ألبرت شبير لبناء مستشارية الرايخ الجديدة بالقرب، وطلب استكمال البناء في غضون عام. ومع ذلك فقد ظل محل إقامته الرسمي. تشترك المستشارية القديمة والجديدة في منطقة الحديقة الكبيرة مع قبو الفوهرر تحت الأرض ، حيث انتحر هتلر في نهاية أبريل 1945. (مستشارية الرايخ الجديدة، تظهر هنا على مفترق هيرمان-غورينغ-شتراسه وفوكس شتراسه في عام 1939).
- في عام 1949 استخدم المستشار كونراد أديناور متحف كونيج في أول شهرين قبل أن ينقل المستشارية إلى قصر شامبورغ
- في نوفمبر 1949 أصبح قصر شامبورغ المقر الرسمي لأول مستشار في جمهورية ألمانيا الاتحادية، كونراد أديناور. أعاد المهندس المعماري هانز شفيبرت بناء المبنى لاستخدامه كمستشارية اتحاديية في عام 1950. كما تم توسيعه بما يسمى بالملحق 2 والملحق 3. بحلول عام 1976، كان هناك حاجة إلى مساحة أكبر، لذلك تم بناء مقر جديد. منذ 2001 يخدم هذا البناء كالمقر الرسمي الثانوي لمكتب المستشار.
- تم استخدام مبنى المستشارية الاتحادية في بون من عام 1976 حتى عام 1999 (حتى انتقال الحكومة إلى برلين) كمقر للمستشار.
- في صيف عام 1999، بعد إعادة توحيد ألمانيا، انتقلت معظم الحكومة إلى برلين. تم إيواء المستشارية مؤقتًا في مبنى مجلس ألمانيا الشرقية (Staatsratsgebäude) حيث لم يتم الانتهاء بعد من بناء مبنى المستشارية الجديد في ذلك الوقت.
- أُفتتح مبنى المستارية الاتحادية الجديد الذي يقع بجانب مبنى الرايخستاغ في برلين كمقر رئيسي للمستشار في عام 2001

## روابط خارجية
- الموقع الرسمي